# Latákijská ofenzíva (2015–2016)
Latákijská ofenzíva byla série vojenských operací zahájených v listopadu 2015 Syrskou arabskou armádou a jejími spojenci proti rebelům v severozápadním syrském guvernorátu Latákia.

## Počátky ofenzívy
15. října SAA spouští rozsáhlou pozemní ofenzívu v severní části guvernorátu Latákia.
19. října SAA dobájí Bod 1112, Bod 482, Tal Thamamiyah, Kawa Al-Hatab, a Tal Thalatha v  horách Al-Zahiyah na severu Latákie po postupu severně od vrcholu kopce Tal Ziwayk.
30. října rebelové oznamili, že dobyli zpět oblast kolem Kafar Delbah, ale vláda tuto zprávu dementovala.
1.-3. listopadu došlo k tvrdým bojům o vesnici Ghammam. Vesnice čtyřikrát změnila majitele, nakonec skončila v rukou povstalců. O dva dny později SAA dobývá šest vesnic.
6. listopadu SAA získává kontrolu nad Ghammam a nedalekým kopcem Jabal Bakdash.
13. listopad:  O dva dny později získává tři kopce (včetně Tal Al-Yakdash). Pokračuje v postupu u města Ghamam a získává vesnice Dayr Hanna, al-Dughmishlyia a Beit ‘Ayyash.
18–23. listopad: Vládní vojska získávají 10 vrcholů a tři vesnice. Přebírá plnou kontrolu nad horami Al-Zahi.
24. listopad: Povstalci znovu obsazují hory Al-Zahi a kopec Tal al-Etyra. Vládní vojska mezitím získávají vrcholek Jabal Sheikh Mohammad.
25. listopad: SAA opět vytlačuje rebely z hor Al-Zahi (včetně stejnojmenné vesnice). Dále postupuje u vesnice Ateera.

## Sestřelení ruského letadla tureckou armádou
25. listopad: Turecký stíhač F-16 sestřeluje poblíž syrsko-turecké hranice ruský bombardér Su-24. Pilot i navigátor se dokázali katapultovat. Pilot byl však ve vzduchu zastřelen turkmenskými vzbouřenci. Letoun se zříti u vesnice Baiyr Bucak. Při následné záchranné operaci byl zabit i pilot záchranné helikoptéry. Navigátor byl zachráněn.
27. listopad: Na Al-Káidu napojená Turkestánská islámská strana bojuje se syrskou armádou a Hizballáhem u vesnice Jabal Nuba. Ruské letectvo bombarduje Jabal al-Akrad. Zabito 15 Turkmenů (podle turkmenských zpráv až 30). Vládní vojska získávají 2 vrcholky a zabezpečují okolí hory Jabal Al-Nuba.

## Následný postup SAA
1. prosinec: Vládní vojska získávají 3 (Arafat, Raweesat Sheikhou a Katf Al-Salat) vesnice a hory Jabal Al-Kashkar.
3–15. prosinec: SAA získává více než 20 vesnic. Povstalci znovu dobývají několik stanovišť u hory Jabal al-Nawabah. Dva povstalečtí velitelé zabiti ruským bombardováním na severu guvernorátu.
16. prosinec: Syrská armáda obsazuje hory Al-Nuba na severu guvernorátu a dva vrcholy na hranici s guvernorátem Idlib.
17–20. prosinec: Syrská armáda čistí hranice s Tureckem (10 vesnic a stanovišť získáno). Povstalci získávají zpět hory Al-Sayed a část hory Al-Nuba.
23–24. prosinec: SAA s ruskou podporou obnovuje kontrolu nad Al-Sayed a část hory Al-Nuba.
25–10. leden 2016: Vládní vojska získávají kontrolu nad více než 25 stanovišti (kopce, hory, vesnice). Z nich se povstalcům podařily získat zpět jen dvě.

## Dobytí měst Salma a Rabía vládními vojsky
12. leden: Ráno syrská armáda přebírá plnou kontrolu nad vesnicí Tartiyah, nacházející se východně od povstalecké bašty Salma. K večeru je dobyta i Salma nejdůležitější město povstalců v horách Al-Akrad.
13. leden: Vládní vojska expandují u města Salma a získávají přilehlé vesnice Mrouniyah a Marj Khawkha.
15. leden: Obrana povstalců se rozpadá a SAA získává dalších 6 vesnic.
16. leden: SAA dobývá 3 kopce kolem vesnice al-Saraf a dalších 6 vesnic.
17. leden: Syrská armáda získává kontrolu nad šesti vesnicemi a dvěma vyvýšeninami v okolí města Rabía.
18–19. leden: Povstalci provádějí protiútok a získávají 4 vesnice a kopec.
20. leden: Vládní vojska pokračují dobytím dalších dvou vesnic, i přes předchozí protiútok je obrana povstalců slabá. Vládní vojska kontrolují většinu důležitých výškových bodů.
21–24. leden: Zahájena další velká ofenzíva SAA. 24. ledna syrská armáda asi 20 vesnic v okolí města Rabía. Rabía samotná je dobyta ještě toho dne.
Celkově od 12. do 25. ledna podniklo syrské a ruské letectvo více než 522 leteckých útoků. Pozemní jednotky vládních vojsk použily více než 3000 raket a střel, což vedlo k získání jejich kontroly nad 36 vesnicemi a městy (z nichž nejdůležitější jsou Salma a Rabía). Boje si vyžádaly životy 72 vojáků a 124 zahraničních ozbrojenců (hlavně z fronty an-Nusrá).

## Postup SAA směrem k vesnici Kinsibba
27–31. leden: Vládní vojska získávají 7 vesnic, kopec Ruweisat Al-Nimr a horu Jabal Al-Mulqa.
1. únor: Rebelové přebírají opět kontrolu nad vesnicí Kelez (též Nawarah; u hranic s Tureckem) a okolními kopci po tom, co se SAA z oblasti stahuje. Z jihu však vládní vojska pokračují v postupu k vesnici Kinsibba.
3. únor: Jeden z ruských poradců vyučující vojáky SAA v používání "nových zbraní" je zabit povstaleckou střelou. Tři další ruští instruktoři zraněni.
6–7. únor: Vládní vojska získávají vesnici Aliyah (Krouja) a přilehlý kopec.
8. únor: SAA se přibližuje k vesnici Kinsibba a získává 4 vesnice (2 z nich v blízkosti vesnice Kinsibba).
9. únor: Saúdský velitel fronty an-Nusrá Abdel-Aziz Al-Dibaykhi (známý také jako Abu Hamza) je zabit Republikánskou gardou (103. brigáda). Šestnáct bojovníků fronty an-Nusrá zabito ruskými vzdušnými údery.
14–15. únor: Armáda získává 3 vesnice (Ara, Brouma a Mezzin) a následujícího dne, při postupu k důležité vesnici Kinsibba dalších 7 sídel.
16. únor: Po tom, co SAA obnovuje kontrolu nad dalšími dvěma vesnicemi, připravuje se na závěrečný útok na vesnici Kinsibba. Většina povstaleckých jednotek se soustřeďuje právě u této vesnice. Armáda toho využívá a získává horu Tal Ghazaleh u tureckých hranic.
17. únor: Zahájen útok na vesnici Kinsibba. Vládní vojska rychle získávají kontrolu nad třemi přilehlými vesnicemi na západě s tím, že nechávají jednu únikovou cestu pro povstalce.
18. únor: Kinsibba je zcela zabezpečena vládními vojáky. Následný postup armády je zaměřen na vesnici Kabani (jednu z nejvýše položených vesnic v horách Jabal al-Akrad) odkud povstalci stále mohou ostřelovat vesnice jako Qardaha.

## Postup SAA
20–23. únor: Armáda pokračuje v postupu směrem na sever. Získává osm vesnic a kopec severně od Kinsibby.
24–26. únor: SSA pomalu vytlačují povstalce z Latákie. 26. února dobývají vládní vojska město Ayn Al-Bayda – první sídlo na hranicích mezi guvernorátem Idlib a Latákia.
2. březen: Vládní vojska zaútočila na vesnici Kabaní a přilehlou vyvýšeninu. 